# Deuterocopus devosi
Deuterocopus devosi is een vlinder uit de familie vedermotten (Pterophoridae). De wetenschappelijke naam van deze soort is voor het eerst geldig gepubliceerd in 2003 door Cees Gielis.
De soort komt voor in het Afrotropisch gebied.

## Type
- holotype: "male. 2.Xi.1993. leg. A.J. de Boer, A.L.M. Rutten & R. de Vos. genitalia preparation CG 4667"
- instituut: ZMA, Amsterdam, Nederland
- typelocatie: "Indonesia, Irian Jaya, Birdhead Peninsula, Manokwari, Gunung Meja Reserve"